# ووهمار (بخش)
ووهمار (به لاتین: Vohemar District) یک بخش‌های ماداگاسکار در ماداگاسکار است که در ساوا (ماداگاسکار) واقع شده‌است. ووهمار ۸٬۲۶۸٫۵۵ کیلومتر مربع مساحت و ۲۵۵٬۰۸۰ نفر جمعیت دارد.